# 红二方面军过丽江指挥部旧址
红二方面军过丽江指挥部旧址，又名红二、六军团过丽江指挥部旧址，位于中国云南省丽江市古城区中心四方街西侧，狮子山东麓科贡坊内，大研街道新华社区新华街黄山上段公房10号，新华小学旁。
此处原为前清光绪进士和庚吉（1864—1950年）的老宅。一进三院。中院为花园。1936年4月25日，红军二、六军团进入丽江县城。和庚吉出面组织群众迎接红军入城，总指挥贺龙指挥部设于和宅花园书房。这是一座独特的拱顶建筑，三开间，座南朝北，梁材隔扇均精心镂雕。贺龙在此筹划北渡金沙江的作战方案。
1988年11月9日，红二方面军过丽江指挥部旧址公布为第三批县级文物保护单位。2021年2月命名为“云南省爱国主义教育基地”。